# Leonardo Uehara
Leonardo Uehara (Lima, 8 giugno 1974) è un ex calciatore peruviano, di ruolo centrocampista.

## Carriera

### Club
Ha giocato nella prima divisione peruviana.

### Nazionale
È stato convocato per la Copa América 1997, nella quale non è però mai sceso in campo.